# Waldenburghaus
Koordinaten: 50° 39′ 32″ N, 6° 2′ 56″ O
Das Waldenburghaus, auch Waldenburgshaus und lokal Waldeburgshaus genannt, ehemals Schloss Merols, ist ein Wasserschloss in der belgischen Ortschaft Kettenis. Seinen Namen verdankt das Schloss der Familie von Waldenburg, die 1661 als Eigentümer in Erscheinung trat.

## Geschichte

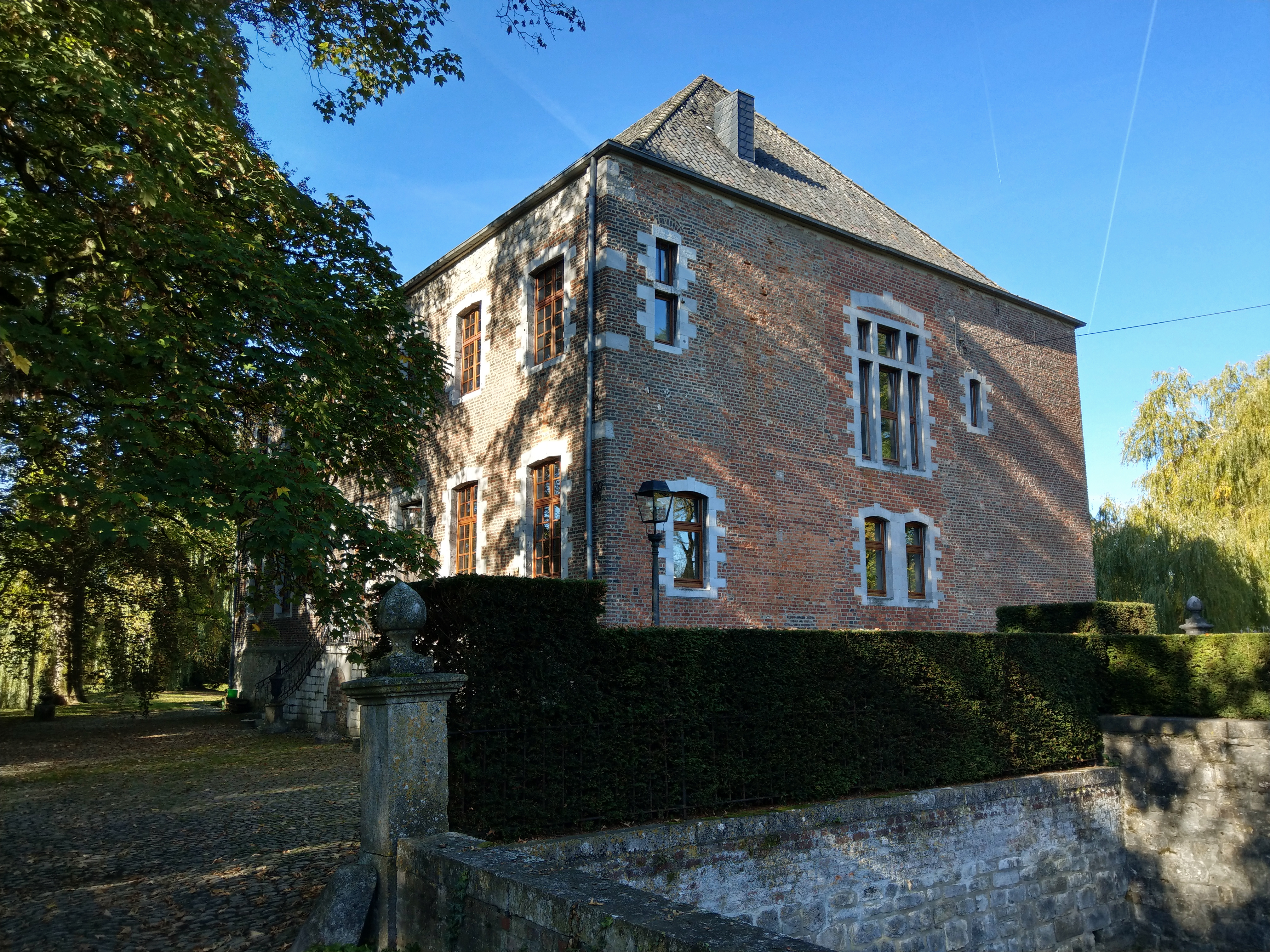
Seitenansicht Waldenburghaus

Das Waldenburghaus und das benachbarte Philippenhaus (früher Hof Merols) entstanden aus dem Stocklehen und Schloss Merols (früher: Hooghuys von Merols), einem Lehen des Aachener Marienstiftes. Seit 1589 wird zwischen dem Hof Merols (später Hagenhaus, heute Philippenhaus) und dem Schloss Merols (heute Waldenburghaus) unterschieden. 
Der Hof fand seine ersten Erwähnungen in einem Belehnungsbrief aus dem Jahr 1266. Nach den ersten bekannten Besitzern, Johann Prys (Parys von Rabotraeth; † 1397), Johann von Fronggartz und dem Erbmarschall Carsillis von Eupen, gelangte 1476 der Hof im Besitz des Aachener Reichsbürgermeisters Johann Bertolf von Belven, der auch Schloss Libermé und das Gut Belven besaß. Nur mit einer kurzen Unterbrechung zwischen 1560 und 1589 verblieb die Burg bis 1626 bei der Familie Bertolf von Belven, bevor sie anschließend der Junker Heinrich von dem Hove (van dem Hove) übernahm. Nach seinem Tod heiratete seine Gattin Barbara, geborene Schyul, den Leutnant Laurenz de Meuth, deren gemeinsame Tochter den Hof erbte und diesen im Jahr 1661 dem Kavallerieoberst Andre von Waldenburg verkaufte. Dieser ließ das Haus grundlegend um- und ausbauen sowie neue Wirtschaftsgebäude errichten, wie Zahlen- und Wappensteine belegen. Das Schloss bekam weitestgehend sein heutiges Aussehen.
Bis 1776 waren nun die von Waldenburgs Besitzer des jetzt Waldenburghaus genannten Anwesens. Danach übernahmen die Brüder Nikolaus Johann und Peter Franz von Hodiamont das Waldenburghaus, die das Schloss erneut grundlegend renovierten und einen prachtvollen Garten mit Obstbäumen und Weinstöcken sowie Alleenartige Spazierwege anlegten und die Teiche entschlammten. Über die Tochter von Peter Franz, Sophie Lambertine von Hodiamont, verheiratet mit Wilhelm Anton Johann Joseph de Résimont von Schloss Bempt, ging das Anwesen auf die Familie Résimont über, in deren Besitz es bis 1918 verblieb. Danach wurde es zunächst an einem gewissen Julius Keller und bereits 1920 an die Familie von Cortenbach verkauft. 1966 übernahm der Stolberger Industrielle und Automobilrennfahrer sowie chilenischer Konsul Kurt Adolff das Waldenburghaus, welches 1975 durch einen verheerenden Brand schwer beschädigt wurde. Dabei wurden die im großen Salon des Schlosses angebrachten Stuckarbeiten Allegorien der Jahreszeiten und Elemente des Stuckateurs Petrus Nicolaas Gagini aus dem Jahr 1805 unwiderruflich zerstört. Sie waren anschließend über ein Jahr lang den Witterungseinflüssen in der Brandruine ausgesetzt und gelangten dann in eine Privatsammlung.
Im Jahr 1977 erwarb der Aachener Alfons Knauf die Schlossruine und ließ diese im Stil des 18. Jahrhunderts wieder aufbauen. Seit 1983 ist nun die Familie Magis Besitzerin des Schlosses, welches heute wieder einen beachtlichen Eindruck hinterlässt.
Seit 2013 ist die Anlage denkmalgeschützt.

## Beschreibung
Das Waldenburghaus besteht heute aus dem Herrenhaus aus dem 17./18. Jahrhundert mit rechteckigem Grundriss sowie dem dreiflügeligen, u-förmigen Wirtschaftshof, der sich aus den beiden Wohnflügeln sowie verschiedenen Stallungen zusammensetzt. Der Hof stammt von 1699 und ist bis heute größtenteils in dieser ursprünglichen Form mitsamt der historischen Bausubstanz erhalten geblieben. Beide Gebäudekomplexe bilden zusammen mit der sie verbindenden Brücke aus Bruchstein, den Einfassungsmauern des Wassergrabens, der Zugbrücke mit den Blausteinpfeilern eine architektonische Einheit.
Das zweigeschossige, siebenachsige Herrenhaus aus Feldbrandstein sitzt auf einem abgestuften Bruchsteinsockel mit quadratischen Öffnungen. Es schließt nach oben mit einem abgewalmten Satteldach aus Falzziegeln mit Aufschieblingen ab. Die durch ein schmiedeeisernes Geländer geschützte Freitreppe an der vorderen Südseite und den im Stile Louis XVI gehaltenen Fenstern an der rückwärtigen, zur Hochstraße hin gerichteten Nordseite, geben dem Herrensitz einen imposanten Eindruck. Nach dem Brand von 1975 wurden die Seitenfassaden komplett wiederhergestellt, wogegen der ehemalige neugotische Kapellenanbau an der Ostseite des Herrenhauses nicht mehr aufgebaut wurde.

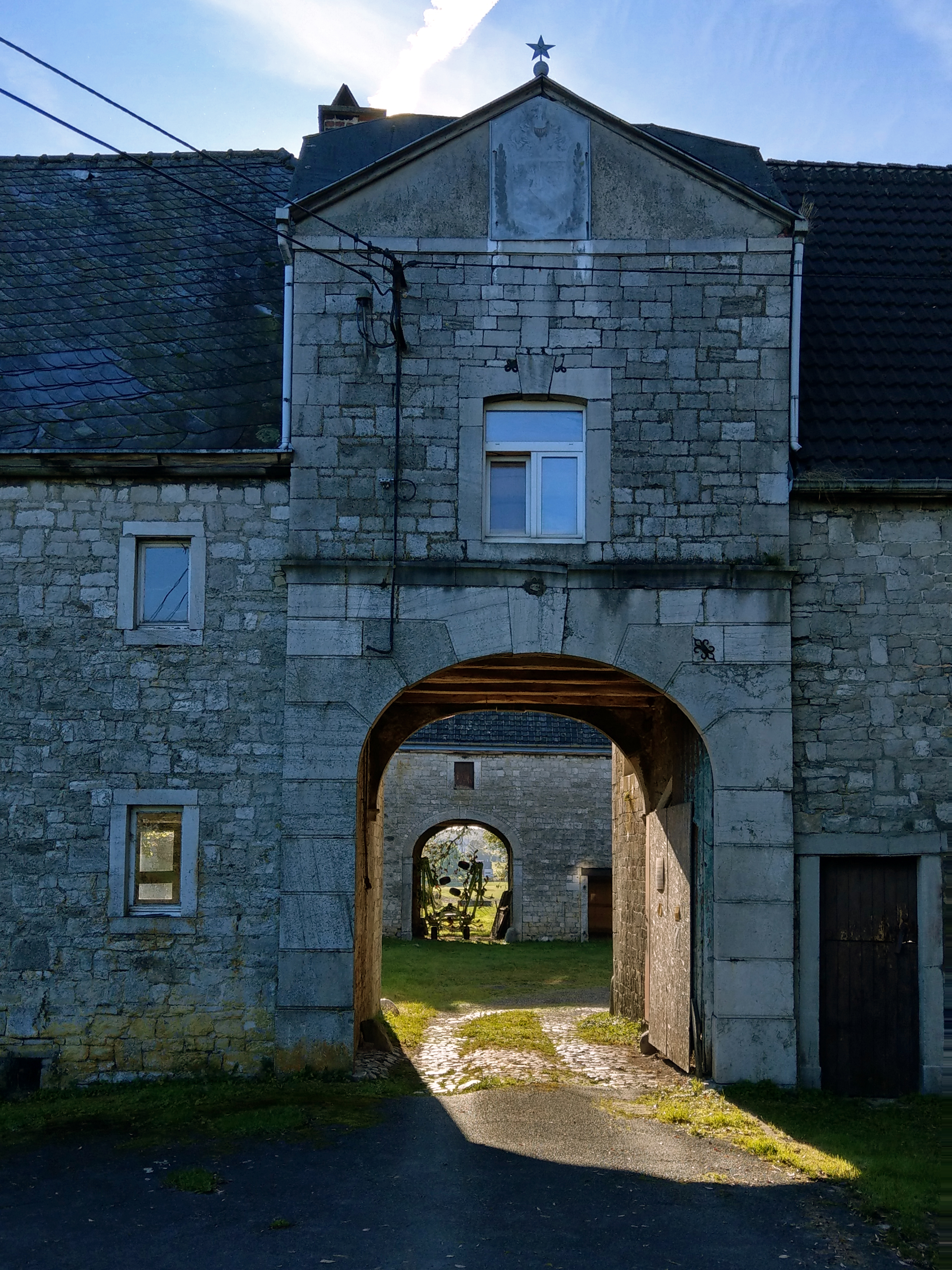
Portal Wirtschaftsgebäude

Der Frontbereich des dreiflügeligen Wirtschaftshof wird geprägt durch ein rundbogiges etwas vorspringendes Bruchsteinportal mit dreieckigem Giebel und abgewalmtem Satteldach. Rechts des Portals befindet sich ein Gebäude mit Ställen, welches in früheren Zeiten als Wagenschuppen diente. 
Der nordwestlich angebaute Flügel des Hofes besteht aus einem zweigeschossigen dreiachsigen Bruchsteinhaus mit Satteldach. Der Eingangsbereich befindet sich auf der Hofseite und wird hervorgehoben durch einen breiten rundbogigen Sturz, der von einem schweren, trapezförmigen Schlussstein mit Wappenschild und Krone abgeschlossen wird. In der Verlängerung des Wohnteiles sind Stallungen angebaut, die wahrscheinlich im 19. Jahrhundert nach Nordosten hin vergrößert und verändert worden sind.
Der nordöstliche Flügel setzt sich zunächst aus vier Stallungen zusammen, von denen die beiden mit zugemauerten Rundöffnungen versehen Öffnungen zur Entstehungszeit Wageneinfahrten waren. Zwei Stallungen aus dem 19. Jahrhundert mit Anbauten des 20. Jahrhunderts schließen dem an. Eine dieser Stallungen besitzt ein rundbogiges Wagentor, dessen Keilstein das Wappen der Familie Résimont und die Jahreszahl 1886 aufweist.

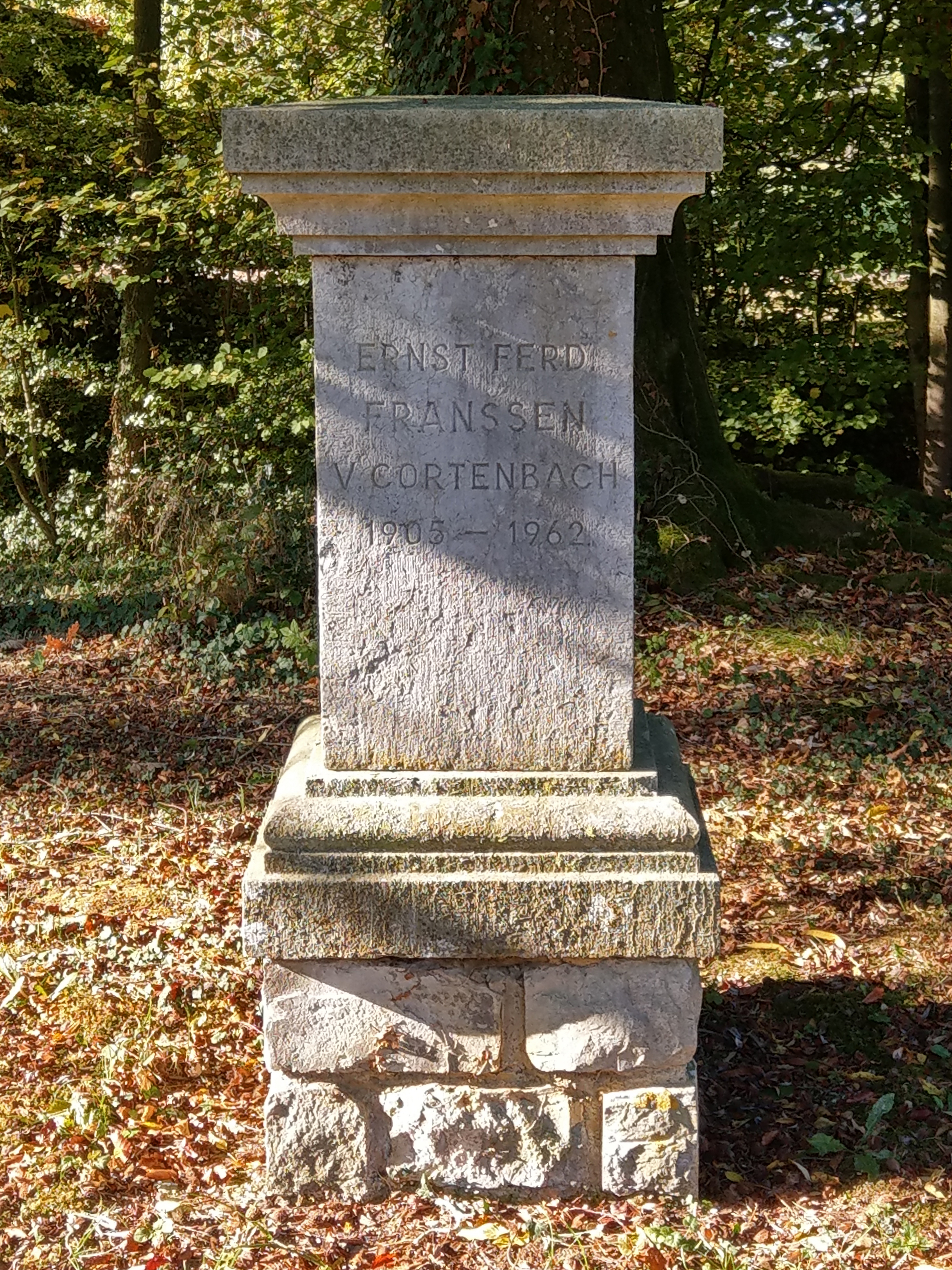
Grabstele Ernst Ferdinand Franssen von Cortenbach

Der südöstliche Flügel besteht zuvorderst aus Stallungen, die ebenfalls im 19. Jahrhundert verändert und im 20. Jahrhundert vergrößert worden sind. der angeschlossene zweigeschossige und dreiachsige Wohntrakt besitzt mittig der Hoffassade seinen Eingangsbereich mit einem kleinen Treppenaufgang. In dem trapezförmigen Keilstein im rundbogigen Türsturz ist hier die Jahreszahl 1669 und das Wappen der Familie von Waldenburg eingraviert. Allerdings stammen die Fensteröffnungen mit ihren stichbogigen Gewänden aus dem 18. Jahrhundert, ebenso wie der sich anschließende Portaltrakt mit seinen von kleinen Bruchsteinen gedoppelten Rundbogen. Am Ende des Flügeltraktes befindet sich in gleicher Bauweise wie im gegenüberliegenden Flügel ebenfalls ein Wagenschuppen. 
Die Außenanlagen, bestehend aus Wassergraben mit Mauereinfassungen und Zugangsbrücke, Teich und Park mit Skulpturenpodesten sowie Steinbrücke mit Pfeilern und Eisengitter runden das gesamte optisch Anwesen ab. Im nördlichen Gartenbereich erinnert eine Grabstele an den ehemaligen Besitzer Ernst Ferdinand Franssen von Cortenbach.